# Campionato mineiro 2018
Il campionato mineiro 2018 – Módulo I (ufficialmente Campeonato Mineiro Sicoob 2018 – Módulo I per ragioni di sponsorizzazione) è stata la 104ª edizione del campionato mineiro, disputata fra il 17 gennaio e l'8 aprile 2018 e conclusa con la vittoria del Cruzeiro.
Capocannonieri del torneo sono stati Aylon e Ricardo Oliveira con 6 reti a testa.

## Stagione

### Novità
Al termine della stagione 2017 sono retrocesse in Módulo II América de T. Otoni e Tricordiano. Dalla seconda divisione, invece, sono salite Patrocinense e Boa Esporte.
A differenza delle precedenti edizioni, la seconda fase partirà dagli ottavi di finale che verranno disputati in gara unica.

### Formato
Le dodici squadre si affrontano dapprima in una prima fase, consistente in un girone da dodici squadre di sola andata. Le prime otto classificate accederanno alla seconda fase, ad eliminazione diretta, che decreterà la vincitrice del campionato. Le ultime due classificate, retrocedono nel Módulo II.
La prime tre classificate, potranno partecipare alla Série D 2019. I primi tre posti garantiscono anche un posto nella Coppa del Brasile.
Il titolo di Campeao do Interior verrà assegnato al club meglio piazzato nel corso della competizione ad esclusione dei tre club di Belo Horizonte, ovvero América-MG, Atlético Mineiro e Cruzeiro. Nel caso in cui due club dovessero raggiungere lo stesso risultato, vi sarà uno spareggio per decretare il vincitore.

## Squadre partecipanti
| Club             | Città                | Stadio                                        | Stagione precedente    |
| ---------------- | -------------------- | --------------------------------------------- | ---------------------- |
| América-MG       | Belo Horizonte       | Stadio Raimundo Sampaio                       | 3º posto               |
| Atlético Mineiro | Belo Horizonte       | Stadio Mineirão                               | 1º posto               |
| Boa Esporte      | Varginha             | Stadio Municipal Prefeito Dilzon Luiz de Melo | 2º posto nel Módulo II |
| Caldense         | Poços de Caldas      | Stadio Doutor Ronaldo Junqueira               | 5º posto               |
| Cruzeiro         | Belo Horizonte       | Stadio Mineirão                               | 2º posto               |
| Democrata-GV     | Governador Valadares | Stadio José Mammoud Abbas                     | 10º posto              |
| Patrocinense     | Patrocínio           | Stadio Pedro Alves do Nascimento              | 1º posto nel Módulo II |
| Tombense         | Tombos               | Stadio Antônio Guimarães de Almeida           | 7º posto               |
| Tupi             | Juiz de Fora         | Stadio Municipal Radialista Mario Helênio     | 8º posto               |
| Uberlândia       | Uberlândia           | Stadio Municipal Parque do Sabiá              | 6º posto               |
| URT              | Patos de Minas       | Stadio Zama Maciel                            | 4º posto               |
| Villa Nova       | Nova Lima            | Stadio Castor Cifuentes                       | 9º posto               |

## Prima fase

### Classifica finale
| Pos. | Squadra          | Pt | G  | V | N | P | GF | GS | DR  |
| ---- | ---------------- | -- | -- | - | - | - | -- | -- | --- |
| 1    | Cruzeiro         | 29 | 11 | 9 | 2 | 0 | 20 | 2  | +18 |
| 2    | América-MG       | 21 | 11 | 6 | 3 | 2 | 14 | 8  | +6  |
| 3    | Atlético Mineiro | 18 | 11 | 5 | 3 | 3 | 14 | 7  | +7  |
| 4    | Tupi             | 16 | 11 | 5 | 1 | 5 | 19 | 16 | +3  |
| 5    | Tombense         | 15 | 11 | 4 | 3 | 4 | 8  | 7  | +1  |
| 6    | URT              | 15 | 11 | 4 | 3 | 4 | 12 | 13 | -1  |
| 7    | Boa Esporte      | 14 | 11 | 4 | 2 | 5 | 5  | 9  | -4  |
| 8    | Patrocinense     | 13 | 11 | 3 | 4 | 4 | 13 | 14 | -1  |
| 9    | Caldense         | 13 | 11 | 3 | 4 | 4 | 9  | 12 | -3  |
| 10   | Villa Nova       | 11 | 11 | 3 | 2 | 6 | 12 | 16 | -4  |
| 11   | Democrata-GV     | 10 | 11 | 3 | 1 | 7 | 12 | 25 | -13 |
| 12   | Uberlândia       | 9  | 11 | 3 | 0 | 8 | 9  | 18 | -9  |

Legenda:
     Ammessa alla seconda fase.
     Retrocessa nel Módulo II 2019
Regolamento:
Tre punti a vittoria, uno a pareggio, zero a sconfitta.

### Tabellone
Ogni riga indica i risultati casalinghi della squadra segnata a inizio della riga, contro le squadre segnate colonna per colonna (che invece avranno giocato l'incontro in trasferta). Al contrario, leggendo la colonna di una squadra si avranno i risultati ottenuti dalla stessa in trasferta, contro le squadre segnate in ogni riga, che invece avranno giocato l'incontro in casa.
|                  | AMM    | ATM    | BOA    | CAL    | CRU    | DGV    | PAT    | TOM    | TUP    | UEC    | URT    | VIL    |
| ---------------- | ------ | ------ | ------ | ------ | ------ | ------ | ------ | ------ | ------ | ------ | ------ | ------ |
| América Mineiro  | ––––\| | 0-3    | 1-0    | 2-0    |        | 2-1    | 2-1    |        | 2-0    |        |        |        |
| Atlético Mineiro |        | ––––\| |        | 1-2    | 0-1    | 3-0    | 2-2    | 1-0    |        |        |        |        |
| Boa Esporte      |        | 0-0    | ––––\| |        |        | 0-1    | 2-1    | 0-0    |        | 1-0    |        |        |
| Caldense         |        |        | 0-1    | ––––\| | 0-0    |        | 0-2    | 0-0    |        | 2-1    | 1-1    |        |
| Cruzeiro         | 1-0    |        | 3-0    |        | ––––\| |        |        |        | 2-0    | 4-0    | 3-0    | 1-0    |
| Democrata (GV)   |        |        |        | 1-2    | 0-2    | ––––\| |        |        |        | 1-0    | 1-2    | 4-3    |
| CA Patrocinense  |        |        |        |        | 1-1    | 1-1    | ––––\| | 2-1    |        |        | 1-1    | 2-0    |
| Tombense         | 0-0    |        |        |        | 1-2    | 3-1    |        | ––––\| | 1-0    | 1-0    |        | 1-0    |
| Tupi             |        | 1-1    | 1-0    | 2-1    |        | 7-1    | 3-0    |        | ––––\| | 2-5    |        |        |
| Uberlândia       | 0-3    | 0-2    |        |        |        |        | 1-0    |        |        | ––––\| | 0-2    | 2-0    |
| URT              | 1-1    | 0-1    | 2-0    |        |        |        |        | 1-0    | 0-2    |        | ––––\| |        |
| Villa Nova       | 1-1    | 1-0    | 0-1    | 1-1    |        |        |        |        | 3-1    |        | 3-2    | ––––\| |

Legenda:
     Vittoria della squadra in casa.
     Vittoria della squadra in trasferta.
     Pareggio.
Note:
In grassetto i clássicos.

## Seconda fase

### Tabellone
|  | Quarti di finale | Quarti di finale | Quarti di finale |  |  | Semifinali | Semifinali       | Semifinali | Semifinali       | Semifinali |   |   | Finale | Finale   | Finale | Finale | Finale |  |
|  |                  |                  |                  |  |  |            |                  |            |                  |            |   |   |        |          |        |        |        |  |
|  | 1                | Cruzeiro         | 2                |  |  |            |                  |            |                  |            |   |   |        |          |        |        |        |  |
|  | 8                | Patrocinense     | 0                |  |  | 1          | Cruzeiro         | 1          | 2                | 3          |   |   |        |          |        |        |        |  |
|  | 4                | Tupi             | 0 (4)            |  |  | 4          | Tupi             | 0          | 1                | 1          |   |   |        |          |        |        |        |  |
|  | 5                | Tombense         | 0 (2)            |  |  |            |                  |            |                  |            |   |   | 1      | Cruzeiro | 1      | 2      | 3      |  |
|  | 2                | América-MG       | 1                |  |  |            |                  | 3          | Atlético Mineiro | 3          | 0 | 3 |        |          |        |        |        |  |
|  | 7                | Boa Esporte      | 0                |  |  | 2          | América-MG       | 0          | 0                | 0          |   |   |        |          |        |        |        |  |
|  | 3                | Atlético Mineiro | 1                |  |  | 3          | Atlético Mineiro | 1          | 2                | 3          |   |   |        |          |        |        |        |  |
|  | 6                | URT              | 0                |  |  |            |                  |            |                  |            |   |   |        |          |        |        |        |  |

### Quarti di finale
| Squadra 1        | Risultato       | Squadra 2    |
| ---------------- | --------------- | ------------ |
| Cruzeiro         | 2 - 0           | Patrocinense |
| Tupi             | 0 - 0 (4-2 dtr) | Tombense     |
| América-MG       | 1 - 0           | Boa Esporte  |
| Atlético Mineiro | 1 - 0           | URT          |

#### Risultati
| Arbitro: | Ronei Candido Alves |

|                 |           |  |
| Raniel 52’, 64’ | Marcatori |  |

| Arbitro: | Ricardo Marques Ribeiro |

|                                                  |                      |                                               |
| Tchô Renato Kayzer Rodrigo Dias Patrick Carvalho | Tiri di rigore 4 – 2 | Everton Galdino Theo Kruger Natan Costa Breno |

| Arbitro: | Emerson de Almeida Ferreira |

|                  |           |  |
| Rafael Moura 65’ | Marcatori |  |

| Arbitro: | Jerferson Costa |

|                  |           |  |
| Fábio Santos 41’ | Marcatori |  |

### Semifinali
| Squadra 1        | Totale | Squadra 2  | Andata | Ritorno |
| ---------------- | ------ | ---------- | ------ | ------- |
| Cruzeiro         | 3 - 1  | Tupi       | 1 - 0  | 2 - 1   |
| Atlético Mineiro | 3 - 0  | América-MG | 1 - 0  | 2 - 0   |

#### Risultati

##### Andata
| Arbitro: | Wanderson Alves de Souza |

|  |           |            |
|  | Marcatori | 46’ Cabral |

| Arbitro: | Igor Júnio Benevenuto |

|             |           |  |
| Cazares 75’ | Marcatori |  |

##### Ritorno
| Arbitro: | Wagner do Nascimento Magalhães |

|                       |           |                |
| Thiago Neves 16’, 80’ | Marcatori | 19’ João Vítor |

| Arbitro: | Braulio da Silva Machado |

|  |           |                            |
|  | Marcatori | 52’ Fábio Santos 77’ Elias |

### Finale
Al termine del doppio pareggio il Cruzeiro ha trionfato in virtù del miglior piazzamento nella prima fase della competizione.
| Squadra 1 | Totale | Squadra 2        | Andata | Ritorno |
| --------- | ------ | ---------------- | ------ | ------- |
| Cruzeiro  | 3 - 3  | Atlético Mineiro | 1 - 3  | 2 - 0   |

#### Andata
| Arbitro: | Dewson Fernando Freitas da Silva |

|                                              |           |                   |
| Ricardo Oliveira 36’, 45’ Adílson Warken 41’ | Marcatori | 83’ De Arrascaeta |

| Atlético Mineiro | Cruzeiro |

##### Formazioni
| Atlético Mineiro (4-3-3) |    |                    |     |     |
|                          |    |                    |     |     |
| P                        | 1  | Victor             |     |     |
| D                        | 29 | Patric             |     |     |
| D                        | 3  | Leonardo Silva     |     |     |
| D                        | 4  | Gabriel            |     |     |
| D                        | 6  | Fábio Santos       |     |     |
| C                        | 21 | Adílson Warken     | 80’ | 83’ |
| C                        | 7  | Elias              | 70’ | 76’ |
| C                        | 10 | Juan Cazares       |     |     |
| A                        | 27 | Luan               |     | 76’ |
| A                        | 11 | Rómulo Otero       |     |     |
| A                        | 9  | Ricardo Oliveira   | 81’ |     |
| Sostituzioni:            |    |                    |     |     |
| P                        | 31 | Michael            |     |     |
| P                        | 40 | Cleiton Schwengber |     |     |
| D                        | 2  | Samuel Xavier      |     |     |
| D                        | 14 | Danilo Barcelos    |     |     |
| D                        | 17 | Gleison Bremer     |     |     |
| D                        | 26 | Felipe Santana     |     |     |
| C                        | 5  | Marcos Arouca      |     | 83’ |
| C                        | 8  | Tomás Andrade      |     | 76’ |
| C                        | 25 | Yago               |     | 76’ |
| C                        | 30 | Gustavo Blanco     |     |     |
| A                        | 18 | Erik Lima          |     |     |
| A                        | 23 | Róger Guedes       |     |     |
| Allenatore:              |    |                    |     |     |
| Thiago Larghi            |    |                    |     |     |

| Cruzeiro (4-2-3-1) |    |                               |     |     |
|                    |    |                               |     |     |
| P                  | 1  | Fábio                         |     |     |
| D                  | 29 | Lucas Romero                  |     |     |
| D                  | 3  | Léo                           |     |     |
| D                  | 4  | Murilo Cerqueira              |     |     |
| D                  | 6  | Egídio                        |     |     |
| C                  | 8  | Henrique                      |     |     |
| C                  | 5  | Ariel Cabral                  |     | 69’ |
| C                  | 19 | Robinho                       |     |     |
| C                  | 30 | Thiago Neves                  |     |     |
| C                  | 18 | Rafinha                       |     | 45’ |
| A                  | 17 | Raniel                        |     | 64’ |
| Sostituzioni:      |    |                               |     |     |
| P                  | 12 | Rafael                        |     |     |
| D                  | 2  | Ezequiel                      |     |     |
| D                  | 26 | Dedé                          |     |     |
| D                  | 27 | Manoel Messias Silva Carvalho |     |     |
| D                  | 28 | Digão                         |     |     |
| C                  | 16 | Lucas Silva                   |     |     |
| C                  | 21 | Federico Mancuello            |     | 69’ |
| C                  | 25 | Marcelo Hermes                |     |     |
| A                  | 7  | Rafael Sóbis                  |     |     |
| A                  | 10 | Giorgian De Arrascaeta        |     | 45’ |
| A                  | 15 | Rafael Marques                |     |     |
| A                  | 99 | Sassá                         | 68’ | 64’ |
| Allenatore:        |    |                               |     |     |
| Mano Menezes       |    |                               |     |     |

#### Ritorno
| Arbitro: | Luiz Flavio de Oliveira |

|                                   |           |  |
| De Arrascaeta 3’ Thiago Neves 52’ | Marcatori |  |

| Cruzeiro | Atlético Mineiro |

##### Formazioni
| América Mineiro (4-2-3-1) |    |                               |     |     |
|                           |    |                               |     |     |
| P                         | 1  | Fábio                         |     |     |
| D                         | 22 | Edílson Mendes Guimarães      | 22’ | 45’ |
| D                         | 26 | Dedé                          |     |     |
| D                         | 3  | Léo                           | 40’ |     |
| D                         | 6  | Egídio                        | 65’ |     |
| C                         | 8  | Henrique                      |     |     |
| C                         | 5  | Ariel Cabral                  | 68’ |     |
| C                         | 19 | Robinho                       | 54’ | 67’ |
| C                         | 30 | Thiago Neves                  | 36’ |     |
| C                         | 10 | Giorgian De Arrascaeta        |     | 73’ |
| A                         | 7  | Rafael Sóbis                  |     |     |
| Sostituzioni:             |    |                               |     |     |
| P                         | 12 | Rafael                        |     |     |
| D                         | 2  | Ezequiel                      |     | 73’ |
| D                         | 27 | Manoel Messias Silva Carvalho |     |     |
| D                         | 28 | Digão                         |     |     |
| C                         | 16 | Lucas Silva                   |     |     |
| C                         | 18 | Rafinha                       |     | 67’ |
| C                         | 20 | Bruno Silva                   |     |     |
| C                         | 21 | Federico Mancuello            |     | 45’ |
| C                         | 25 | Marcelo Hermes                |     |     |
| A                         | 11 | David                         |     |     |
| A                         | 15 | Rafael Marques                |     |     |
| A                         | 99 | Sassá                         |     |     |
| Allenatore:               |    |                               |     |     |
| Mano Menezes              |    |                               |     |     |

| Atlético Mineiro (4-1-4-1) |    |                    |     |     |
|                            |    |                    |     |     |
| P                          | 1  | Victor             |     |     |
| D                          | 29 | Patric             | 89’ |     |
| D                          | 3  | Leonardo Silva     |     |     |
| D                          | 4  | Gabriel            |     |     |
| D                          | 6  | Fábio Santos       |     |     |
| C                          | 29 | Adílson Warken     |     |     |
| C                          | 27 | Luan               |     | 58’ |
| C                          | 7  | Elias              |     | 76’ |
| C                          | 10 | Juan Cazares       |     |     |
| C                          | 11 | Rómulo Otero       | 21’ |     |
| A                          | 9  | Ricardo Oliveira   | 10’ | 58’ |
| Sostituzioni:              |    |                    |     |     |
| P                          | 31 | Michael            |     |     |
| P                          | 40 | Cleiton Schwengber |     |     |
| D                          | 2  | Samuel Xavier      |     |     |
| D                          | 14 | Danilo Barcelos    |     |     |
| D                          | 17 | Gleison Bremer     |     |     |
| C                          | 5  | Marcos Arouca      |     |     |
| C                          | 8  | Tomás Andrade      |     |     |
| C                          | 25 | Yago               |     |     |
| C                          | 30 | Gustavo Blanco     |     | 58’ |
| A                          | 18 | Erik Lima          | 81’ | 58’ |
| A                          | 23 | Róger Guedes       |     | 76’ |
| A                          | 44 | Alerrandro         |     |     |
| Allenatore:                |    |                    |     |     |
| Thiago Larghi              |    |                    |     |     |

## Troféu do Interior
Il Troféu do Interior è stato assegnato al Tupi, unico club non di Belo Horizonte ad accedere alle semifinali della seconda fase.

## Statistiche

### Classifica marcatori
| Gol |  |  | Giocatore              | Squadra          |
| --- |  |  | ---------------------- | ---------------- |
| 6   |  |  | Aylon                  | América Mineiro  |
| 6   |  |  | Ricardo Oliveira       | Atlético Mineiro |
| 5   |  |  | Fernando               | Democrata (GV)   |
| 5   |  |  | Rafinha                | Cruzeiro         |
| 5   |  |  | Renato Kayzer          | Tupi             |
| 5   |  |  | Thiago Neves           | Cruzeiro         |
| 4   |  |  | Ademir                 | Patrocinense     |
| 4   |  |  | Alê                    | Uberlândia       |
| 4   |  |  | Daniel Amorim          | Tombense         |
| 4   |  |  | Giorgian De Arrascaeta | Cruzeiro         |
| 4   |  |  | Felipinho              | Villa Nova       |

### Squadra della stagione
La squadra della stagione è stata selezionata al termine del torneo.
| Ruolo | Naz.                 | Giocatore        | Squadra          |
| ----- | -------------------- | ---------------- | ---------------- |
| P     | Brasile (bandiera)   | Fábio            | Cruzeiro         |
| TD    | Brasile (bandiera)   | Norberto         | América-MG       |
| D     | Brasile (bandiera)   | Messias          | América-MG       |
| D     | Brasile (bandiera)   | Murilo Cerqueira | Cruzeiro         |
| TS    | Brasile (bandiera)   | Fábio Santos     | Atlético Mineiro |
| C     | Brasile (bandiera)   | Adílson Warken   | Atlético Mineiro |
| C     | Brasile (bandiera)   | Rafinha          | Cruzeiro         |
| C     | Venezuela (bandiera) | Rómulo Otero     | Atlético Mineiro |
| C     | Brasile (bandiera)   | Thiago Neves     | Cruzeiro         |
| A     | Brasile (bandiera)   | Aylon            | América-MG       |
| A     | Brasile (bandiera)   | Ricardo Oliveira | Atlético Mineiro |

Allenatore
 Mano Menezes (Cruzeiro)
Giocatore del torneo
 Thiago Neves (Cruzeiro)